# Smokey Joe's Cafe
Smokey Joe's Cafe és una revista musical que mostra 39 estàndards pop, incloses cançons de rock and roll i rhythm and blues escrites pels compositors Jerry Leiber i Mike Stoller. La gravació del repartiment original de Broadway , Smokey Joe's Cafe: The Songs of Leiber and Stoller, va guanyar un premi Grammy el 1997.
Després d'una prova de Los Angeles, la revista es va estrenar a Broadway el 1995, amb 2.036 actuacions, la qual cosa la converteix en la revista musical més llarga de la història de Broadway. També va tenir una carrera a Londres el 2021.

## Sinopsi
En format de revista sense tema unificador, les 39 cançons són presentades per diversos membres del repartiment en diverses combinacions sense diàlegs. Hi ha cançons novedoses (" Charlie Brown "), balades romàntiques ("Spanish Harlem") i melodies ("There Goes My Baby").

## Cançons
La música i la lletra de totes les cançons són de Jerry Leiber i Mike Stoller, tret que s'indiqui el contrari. La cançó "Smokey Joe's Cafe" no s'interpreta a l'espectacle, tot i que un breu fragment instrumental s'utilitza a l'acte II com a música de transició.
| Acte I - "Neighborhood" (música i lletra de John Sembello, Ralph Dino, Jerry Leiber i Mike Stoller) - "Young Blood" (música i lletra de Doc Pomus, Jerry Leiber i Mike Stoller) - "Falling" - "Ruby Baby" - "Dance With Me" (música i lletra de Louis Lebish, George Treadwell, Irv Nahan, Jerry Leiber i Mike Stoller) - "Neighborhood" (Reprise) - "Keep On Rollin'" - "Searchin'" - "Kansas City" - "Trouble" - "Love Me" / "Don't" - "Fools Fall In Love" - "Poison Ivy" - "Don Juan" - "Shoppin' for Clothes" (música i lletra de Kent Harris, Jerry Leiber i Mike Stoller) - "I Keep Forgettin'" - "On Broadway" (música i lletra de Barry Mann, Cynthia Weil, Jerry Leiber i Mike Stoller) - "D.W. Washburn" - "Saved" | Act II - "Baby That Is Rock & Roll" - "Yakety Yak" - "Charlie Brown" - "Stay a While" - "Pearl's a Singer" (música i lletra de música i lletra de John Sembello, Ralph Dino, Jerry Leiber i Mike Stoller) - "Teach Me How to Shimmy" - "You're the Boss" - "Loving You" - "Treat Me Nice" - "Hound Dog" - "Little Egypt" - "I'm a Woman" - "There Goes My Baby" (música i lletra de Benjamin Earl Nelson, Lover Patterson, George Treadwell, Jerry Leiber i Mike Stoller) - "Love Potion #9" - "Some Cats Know" - "Jailhouse Rock" - "Fools Fall In Love" (Reprise) - "Spanish Harlem" (música i lletra de Phil Spector i Jerry Leiber) - "I (Who Have Nothing)" (música i lletra de Carlo Donida, Mogol, Jerry Leiber i Mike Stoller) - "Stand by Me" (música i lletra de Ben E. King, Jerry Leiber i Mike Stoller) - "Baby That Is Rock & Roll" (Reprise) |

## Produccions

### Producció original de 1995
Concebut per Stephen Helper, Jack Viertel i Otis Sallid, Smokey Joe's Cafe es va estrenar al Doolittle Theatre de Los Angeles, on va funcionar des de novembre de 1994 fins al 22 de gener de 1995. La revista es va estrenar a Broadway el 2 de març de 1995, al Virginia Theatre. Dirigida per Jerry Zaks amb coreografia de Joey McKneely i arranjaments vocals de Chapman Roberts, el repartiment original de nou persones comptava amb Ken Ard, Adrian Bailey, Brenda Braxton, Victor Trent Cook, B. J. Crosby, Pattie D'Arcy Jones, DeLee Lively, Frederick B. Owens, i Michael Park, i més tard van incloure Deb Lyons (reemplaçament de Jones) i Matt Bogart (reemplaçament de Park), ambdós van actuar a la darrera actuació en DVD filmada el 18 de gener de 2000. Al llarg de la seva carrera, hi va haver aparicions especials. de cantants populars com Ben E. King (desembre de 1998), Pam Tillis (abril de 1999), Gladys Knight (maig de 1999), Tony Orlando (juny de 1999), Lou Rawls (abril de 1999), Gloria Gaynor (agost de 1999) i Rick Springfield (octubre de 1999). Gladys Knight també va aparèixer a la gira quan va tocar a Boston el febrer de 2000, i al Caesar's Palace Circus Maximus, Las Vegas al març-juny de 2000. Un equip de filmació va capturar la darrera actuació de Broadway i va aparèixer a DVD l'any 2001.

### West End 1996
Es va estrenar al West End al Prince of Wales Theatre l'1 d'octubre de 1996 i va durar fins a l'1 d'octubre de 1998. Zaks i McKneely tornen a dirigir i coreografiar respectivament, amb alguns dels repartiments de Broadway (Cook, Lively i Crosby) repetint els seus rols.

### 54 Sings 2014
El 9 de febrer de 2014, els membres originals del repartiment Brenda Braxton, Adrian Bailey, DeLee Lively, Frederick Owens, Ken Ard i Michael Park, Deb Lyons, Darryl Williams i Ramona Keller es van reunir per a una actuació al 54 Below de Nova York com a part del "54 Sings Series" sota la direcció de Braxton.

### Arena Stage 2014
The Arena Stage de Washington, DC va produir la revista el 2014. La producció va ser dirigida per Randy Johnson i coreografiada per Parker Esse, s'estrenava el 25 d'abril de 2014 i s'allargarà fins al 8 de juny de 2014.

### Produccions argentines 2015 i 2016
La revista també va ser produïda a Argentina per G&C Entertainment, dirigida per Alejandro Guevara, dirigida musicalment per Daniel Landea, dirigida vocalment per Katie Viqueira i coreografiada per Delfina García Escudero. Va representar-se al Teatre La Comedia entre el 7 de setembre i el 19 de novembre de 2015. El repartiment argentí inclou Belén Cabrera (BJ), Cristian Centurión (Adrian), Mariano Condoluci (Victor), Emmanuel Degracia (Ken), Daniela. Flombaum (Pattie), Diego Jaraz (Michael), Patrissia Lorca (DeLee), Sofía Val (Brenda) i Sebastián Ziliotto (Fred).
El 2016 va tenir lloc una producció en una nova temporada a Buenos Aires, Argentina, dirigida per Diego Jaraz, supervisió musical de Federico Vilas, coaching vocal de Katie Viqueira i coreografiada per Delfina Garcia Escudero. Va tenir la nit d'estrena a la Sala Siranush el 6 de maig de 2016 i es va tancar el 24 de juny de 2016. Aquest repartiment argentí incloïa Belén Cabrera (BJ), Cristian Centurión (Adrian), Mariano Condoluci (Victor), Emmanuel Degracia (Ken), Daniela. Flombaum (Pattie), Patricio Wittis (Michael), Patrissia Lorca (DeLee), Sofía Val (Brenda) i Sebastián Ziliotto (Fred). Aquesta producció argentina va tenir 4 nominacions als premis ACE i 7 nominacions als premis Hugo.

### Revival 2018
El 2018 Smokey Joe's Cafe va tenir un revival pels productors originals, Steven Baruch, Marc Routh, Richard Frankel i Tom Viertel. La producció va tenir lloc a l'Ogunquit Playhouse , Maine, entre el 16 de maig i el 9 de juny. La producció va passar llavors a l'Off-Broadway, al Stage 42 amb prèvies a partir del 6 de juliol, estrenant-se el 22 de juliol. L'espectacle va tancar el 4 de novembre del mateix any. La coreografia i la direcció van ser fetes i fetes per Joshua Bergasse, el disseny escènic de Beowulf Boritt, els arranjaments vocals originals de Chapman Roberts i les orquestracions de Steve Margoshes i Sonny Paladino; tanmateix, Roberts ha afirmat que els seus arranjaments vocals originals de 1995 es van reutilitzar sense el seu permís.

## Resposta
El crític de teatre de la revista Variety, en revisar la prova de Los Angeles, va assenyalar que "els compositors, el director Jerry Zaks i el coreògraf Joey McKneely no fan prou embalatge del material, no van prou lluny agafant cançons escoltades per primera vegada al transistor i tornar-los a imaginar per a l'escenari... Hi ha un parell d'intents [sic] d'estructurar a mitges. L'espectacle s'obre i es tanca amb l'obscuritat de 1974 "Neighborhood", que suggereix que aquest serà un llibre de records".
Ben Brantley, a la seva ressenya per a The New York Times, va escriure que la revista "és un homenatge estranyament homogeneïtzada a un dels equips de compositors més protegits de la música popular... Òbviament, hi ha hagut una decisió de no anar a la nostàlgia del període literal, així que les cançons s'alliberen dels seus contextos originals distintius... Però, massa sovint, els intèrprets simplement canten a l'espai sense cap motiu ostensible per ser-hi".
El crític de teatre de The Guardian (Londres), va assenyalar que el repartiment londinenc està format per "cantants en funcions en lloc d'actors cantants, cosa que s'adapta a un espectacle on gairebé no hi ha actuacions per fer. Vaja, no hi ha cap desenvolupament argumental molest ni subtexts, només un excés de melodies pop brillants... No hi ha cap intent de cronologia, ni tan sols de biografia".
Segons Peter Marks, en una ressenya a The Washington Post, la revista "mai va aconseguir l'estatus d'èxit rotund", però va popularitzar el musical dissenyat a partir del treball existent de "compositors pop que ja estimaven els baby boomers".
Bob Gaudio va citar Smokey Joe's Cafe com el primer espectacle que el va inspirar a encarregar Jersey Boys, ja que demostrava que un musical amb cançons pop reutilitzades podria ser un èxit.

## Premis i nominacions

### Producció original de Broadway
| Any  | Premi         | Categoria                               | Nominat                 | Resultat  |
| ---- | ------------- | --------------------------------------- | ----------------------- | --------- |
| 1995 | Premi Tony    | Millor musical                          | Millor musical          | Nominat   |
| 1995 | Premi Tony    | Millor actor de repartiment de musical  | Victor Trent Cook       | Nominat   |
| 1995 | Premi Tony    | Millor actriu de repartiment de musical | Brenda Braxton          | Nominat   |
| 1995 | Premi Tony    | Millor actriu de repartiment de musical | B.J. Crosby             | Nominat   |
| 1995 | Premi Tony    | Millor actriu de repartiment de musical | DeLee Lively            | Nominat   |
| 1995 | Premi Tony    | Millor direcció de musical              | Jerry Zaks              | Nominat   |
| 1995 | Premi Tony    | Millor coreografia                      | Joey McKneely           | Nominat   |
| 1996 | Premis Grammy | Millor àlbum de musical                 | Millor àlbum de musical | Guanyador |